# Giải bóng đá hạng nhì Slovenia
Giải bóng đá hạng nhì Slovenia (tiếng Slovene: 2. Slovenska Nogometna Liga hay 2. SNL) là giải bóng đá hạng cao thứ hai ở Slovenia. Giải được thành lập năm 1991 với sự giải thể của Giải bóng đá hạng nhì quốc gia Nam Tư và được vận hành bởi Hiệp hội bóng đá Slovenia.

## Thể thức và luật lệ
Trong mùa giải đầu tiên, Giải bóng đá hạng nhì Slovenia được chia thành hai bảng theo khu vực (Đông và Tây), hai đội vô địch sẽ trực tiếp thăng hạng Giải bóng đá hạng nhất Slovenia. Năm 1992, một giải đấu thống nhất được tạo ra với 16 câu lạc bộ thi đấu cả sân nhà và sân khách, kéo dài đến năm 2003. Thường có hai câu lạc bộ được thăng hạng, trong khi đó số đội xuống hạng thay đổi tùy theo số lượng hạng ba. Năm 2003, giải được giảm xuống còn 12 đội và chỉ có đội vô địch được lên chơi tại PrvaLiga, sau đó vòng play-off được giới thiệu đối với đội bóng á quân. Năm 2005 giải giảm xuống còn 10 đội, thi đấu theo thể thức vòng tròn 3 lượt.
Năm 2017, Giải bóng đá hạng nhì Slovenia trở lại thể thức ban đầu gồm 16 câu lạc bộ, sử dụng từ năm 1992 đến năm 2003. Mỗi câu lạc bộ thi đấu hai lần với các câu lạc bộ khác, một lần sân khách và một lần sân nhà với tổng cộng 30 vòng đấu. Một trận thắng được 3 điểm, hòa được 1 điểm, thua được 0 điểm. Đội vô địch được lên chơi tại Giải bóng đá hạng nhất Slovenia, đội xếp thứ hai bước vào vòng play-off thăng hạng, trong khi hai đội cuối bảng xuống chơi tại Giải bóng đá hạng ba Slovenia.

## Đội bóng mùa giải 2019-20
- Beltinci
- Bilje
- Brda
- Brežice 1919
- Dob
- Drava Ptuj
- Dravograd
- Fužinar
- Gorica
- Jadran Dekani
- Koper
- Krka
- Krško
- Nafta 1903
- Radomlje
- Rogaška

## Đội vô địch
Nguồn:
| Mùa giải  | Mùa giải  | Vô địch              | Á quân           | Hạng ba            |
| --------- | --------- | -------------------- | ---------------- | ------------------ |
| 1991-92   | Đông      | Železničar Maribor   | Dravograd        | Turnišče           |
| 1991-92   | Tây       | Krka                 | Triglav Kranj    | Ilirija            |
| 1992-93   | 1992-93   | Jadran Dekani        | Primorje         | Kočevje            |
| 1993-94   | 1993-94   | Kočevje              | Korotan Prevalje | Turnišče           |
| 1994-95   | 1994-95   | Šmartno              | Nafta Lendava    | Zagorje            |
| 1995-96   | 1995-96   | Železničar Ljubljana | Nafta Lendava    | Črnuče             |
| 1996-97   | 1996-97   | Vevče                | Drava Ptuj       | Dravograd          |
| 1997-98   | 1997-98   | Triglav Kranj        | Koper            | Domžale            |
| 1998-99   | 1998-99   | Dravograd            | Pohorje          | Železničar Maribor |
| 1999-2000 | 1999-2000 | Koper                | Tabor Sežana     | Šmartno            |
| 2000-01   | 2000-01   | Triglav Kranj        | Šmartno          | Aluminij           |
| 2001-02   | 2001-02   | Dravograd            | Ljubljana        | Aluminij           |
| 2002-03   | 2002-03   | Domžale              | Drava Ptuj       | Aluminij           |
| 2003-04   | 2003-04   | Rudar Velenje        | Bela Krajina     | Zagorje            |
| 2004-05   | 2004-05   | Rudar Velenje        | Nafta Lendava    | Svoboda            |
| 2005-06   | 2005-06   | Factor               | Dravinja         | Triglav Kranj      |
| 2006-07   | 2006-07   | Livar                | Bonifika         | Krško              |
| 2007-08   | 2007-08   | Rudar Velenje        | Bonifika         | Bela Krajina       |
| 2008-09   | 2008-09   | Olimpija             | Aluminij         | Triglav Kranj      |
| 2009-10   | 2009-10   | Primorje             | Triglav Kranj    | Aluminij           |
| 2010-11   | 2010-11   | Aluminij             | Interblock       | Dravinja           |
| 2011-12   | 2011-12   | Aluminij             | Dob              | Šenčur             |
| 2012-13   | 2012-13   | Zavrč                | Dob              | Krka               |
| 2013-14   | 2013-14   | Dob                  | Radomlje         | Aluminij           |
| 2014-15   | 2014-15   | Krško                | Aluminij         | Dob                |
| 2015-16   | 2015-16   | Radomlje             | Aluminij         | Drava Ptuj         |
| 2016-17   | 2016-17   | Triglav Kranj        | Dob              | Ankaran            |
| 2017-18   | 2017-18   | Mura                 | Drava Ptuj       | Nafta 1903         |
| 2018-19   | 2018-19   | Bravo                | Tabor Sežana     | Radomlje           |

### Vua phá lưới
| Mùa giải  | Cầu thủ                      | Số bàn thắng | Câu lạc bộ            |
| --------- | ---------------------------- | ------------ | --------------------- |
| 1992-93   | Miloš Breznikar              | 31           | Jadran Dekani         |
| 1993-94   | Milan Osterc                 | 20           | Veržej                |
| 1994-95   | Tomi Druškovič               | 26           | Šmartno               |
| 1995-96   | Marjan Dominko Oskar Drobne  | 19           | Nafta Lendava Šentjur |
| 1996-97   | Anton Usnik                  | 15           | Ljubljana / Vevče     |
| 1997-98   | Oliver Bogatinov             | 32           | Triglav Kranj         |
| 1998-99   | Alen Mujanovič               | 18           | Šmartno               |
| 1999-2000 | Milan Emeršič                | 21           | Aluminij              |
| 2000-01   | Borut Arlič                  | 22           | Šmartno               |
| 2001-02   | Matej Rebol                  | 23           | Dravograd             |
| 2002-03   | Matjaž Majcen                | 26           | Drava Ptuj            |
| 2003-04   | Ismet Ekmečić                | 30           | Rudar Velenje         |
| 2004-05   | Mirnes Ibrahimovič           | 32           | Rudar Velenje         |
| 2005-06   | Živojin Vidojević            | 15           | Dravinja              |
| 2006-07   | Dejan Božičič Dalibor Volaš  | 14           | Zagorje Bonifika      |
| 2007-08   | Alen Mujanovič               | 21           | Rudar Velenje         |
| 2008-09   | Dejan Burgar                 | 16           | Triglav Kranj         |
| 2009-10   | Darko Kremenović             | 15           | Primorje              |
| 2010-11   | Ladislav Stanko              | 16           | Šenčur / Dob          |
| 2011-12   | Goran Vuk                    | 17           | Dob                   |
| 2012-13   | Josip Golubar Amer Krcić     | 13           | Zavrč Dob             |
| 2013-14   | Marko Nunić                  | 16           | Šenčur                |
| 2014-15   | Matej Poplatnik              | 18           | Triglav Kranj         |
| 2015-16   | Lovro Bizjak Dejan Sokanović | 14           | Aluminij Tolmin       |
| 2016-17   | Matej Poplatnik              | 27           | Triglav Kranj         |
| 2017-18   | Marko Roginić                | 21           | Nafta 1903            |
| 2018-19   | Anel Hajrić                  | 35           | Radomlje              |

## Giải thưởng
Giải thưởng Cầu thủ xuất sắc nhất năm được trao tặng bởi Liên đoàn các Cầu thủ bóng đá chuyên nghiệp Slovenia (SPINS) kể từ năm 2018.
- 2017-18: Luka Bobičanec (Mura)
- 2018-19: Anel Hajrić (Radomlje)